# Università di Giordania
L'Università di Giordania, (in arabo الجامعة الأردنية, abbreviato in UJ o JU) è un'università giordana situata ad Amman e fondata nel 1962.

## Facoltà

### Facoltà scientifica
- Facoltà di Medicina
- Facoltà di Farmacia
- Facoltà di Infermieristica
- Facoltà di odontoiatria
- Facoltà di agricoltura
- Facoltà di scienza
- Facoltà di Ingegneria e tecnologia
- Facoltà del Information Technology

### Facoltà delle arti e delle scienze umane
- Facoltà di Lingue straniere
- Facoltà di Lettere
- Facoltà di Lettere e Scienze Sociali
- Facoltà di Scienze della Shari'a (Studi Islamici)
- Facoltà di Economia
- Facoltà di Giurisprudenza
- Facoltà di Scienze della Formazione
- Facoltà di Educazione Fisica
- Facoltà di Studi Postlaurea
- Facoltà di Scienze della Riabilitazione
- Facoltà di Design e Arti